# 傷まみれの青春
「傷まみれの青春」（きずまみれのせいしゅん）は、日本のシンガーソングライターである長渕剛の29枚目のシングルである。
アルバム『家族』（1996年）からのシングルカットであり、オリコンチャートでは最高位10位を獲得した。
フジテレビ系音楽番組『HEY!HEY!HEY! MUSIC CHAMP』（1994年 - 2012年）のエンディングテーマとして使用された。

## 音楽性
歌詞の内容は、日常風景の中で上手くいかないこと、ままならないことを題材としている。サウンド面ではアコースティック・ギターをメインとし、マンドリンの音などを入れたミドルテンポのフォークソングとなっている。
音楽情報サイト『CDジャーナル』では、「ハートフルなオルガンで始まるミディアム・ロック・ナンバー。理屈ではない“あんちきしょう”という感情をテーマにした長渕剛らしい1曲」と表記されている。

## リリース
1996年4月30日に東芝EMIのエキスプレスレーベルよりリリースされた。
アルバム『家族』（1996年）からのシングルカットであり、東芝EMI在籍時にリリースされた最後のシングルとなった。
カップリング曲は、「LICENSE（LIVE'95“いつかの少年”東京ドームより）」 となっており、1995年12月26日の東京ドーム公演から収録されている。

## 批評
| 専門評論家によるレビュー | 専門評論家によるレビュー |
| レビュー・スコア         | レビュー・スコア         |
| 出典                     | 評価                     |
| ------------------------ | ------------------------ |
| CDジャーナル             | 肯定的                   |

音楽情報サイト『CDジャーナル』では、「2番を弾き語り風にするなど、目立たないが秀逸なアレンジが施されている」と評されている。

## チャート成績
オリコンチャートでは最高位10位を獲得し、登場回数は5回、売り上げ枚数は10.4万枚となった。

## ライブ・パフォーマンス
本作はライブではほとんど演奏されておらず、1996年のツアー「TSUYOSHI NAGABUCHI LIVE'96 KAZOKU」、2004年7月26日、27日にZepp Tokyoにて行われた「桜島前夜祭」にて演奏されたのみとなっている。

## メディアでの使用
フジテレビ系音楽番組『HEY!HEY!HEY! MUSIC CHAMP』（1994年 - 2012年）で1996年4月から6月にエンディングテーマとして使用された。その際に長渕のレコーディング風景や食事シーンなどの映像が使用された。

## シングル収録曲
| 全作詞・作曲・編曲: 長渕剛。 |                                                    |        |            |      |
| #                            | タイトル                                           | 作詞   | 作曲・編曲 | 時間 |
| 1.                           | 「傷まみれの青春」                                 | 長渕剛 | 長渕剛     | 4:54 |
| 2.                           | 「LICENSE（LIVE'95“いつかの少年”東京ドームより）」 | 長渕剛 | 長渕剛     | 6:54 |
| 3.                           | 「傷まみれの青春（オリジナル・カラオケ）」         | 長渕剛 | 長渕剛     | 4:54 |
| 合計時間:                    | 合計時間:                                          | 16:42  |            |      |

## 収録作品
スタジオ音源
- 『家族』（1996年）
- 『SINGLES Vol.3 (1988〜1996)』（1997年）